# Elecciones estatales de Aguascalientes de 1971
Las elecciones estatales de Aguascalientes de 1971 se realizaron el domingo 1 de agosto de 1971 y en ellas se renovaron los siguientes cargos de elección popular del estado mexicano de Aguascalientes:
- 9 diputados del Congreso del Estado. Electos para un periodo de tres años para integrar la XLVIII Legislatura.
- 9 ayuntamientos. Compuestos por un presidente municipal y sus regidores, electos para un periodo de tres años.

## Resultados

### Congreso del Estado de Aguascalientes
|  | 97.92 % |

|  | 1.96 % |

|  | 100 % |

### Ayuntamientos
|  | 97.97 % |

|  | 1.94 % |

|  | 99.93 % |

|  | 0.07 % |